# Modderspruit
Modderspruit è un centro abitato sudafricano situato nella municipalità distrettuale di Bojanala Platinum nella provincia del Nordovest.

## Geografia fisica
Il centro abitato sorge a circa 16 chilometri a sud-ovest della città di Brits.